# Самиців Микола Васильович
Микола Васильович Самиців (7 травня 1922, с. Денисів, Польща — 20 січня 2022, м. Зборів, Україна) — учасник національно-визвольних змагань.

## Життєпис
Микола Самиців народився 7 травня 1922 року у селі Денисові, нині Купчинецької громади Тернопільського району Тернопільської области України.
У 18 років вступив у лави ОУН. У 1940—1941 роках отримав вишкіл підстаршинської школи у місті Поморянах. За наказом головного командира Романа Шухевича вступив до дивізії «Галичина», де здобув офіцерське звання.
Був часником битви під Бродами (1944). Потім став учасником УПА, де боровся проти більшовиків допоки не отримав поранення у 1946 році. Після тривалого переслідування отримав ув'язнення у сталінських і сибірських таборах із забороною повернення додому.
У 1950-х отримав дозвіл жити у місті Стриї Львівської области. До кінця своїх днів разом із дружиною жив в Зборові Тернопільської области.